# Frazer McLaren
Frazer McLaren (* 29. Oktober 1987 in Winnipeg, Manitoba) ist ein ehemaliger kanadischer Eishockeyspieler, der im Verlauf seiner aktiven Karriere zwischen 2003 und 2016 unter anderem 103 Spiele für die San Jose Sharks und Toronto Maple Leafs in der National Hockey League (NHL) auf der Position des linken Flügelstürmers bestritten hat. Darüber hinaus absolvierte McLaren, der den Spielertyp des Enforcers verkörperte, weitere 290 Partien in der American Hockey League (AHL).

## Karriere

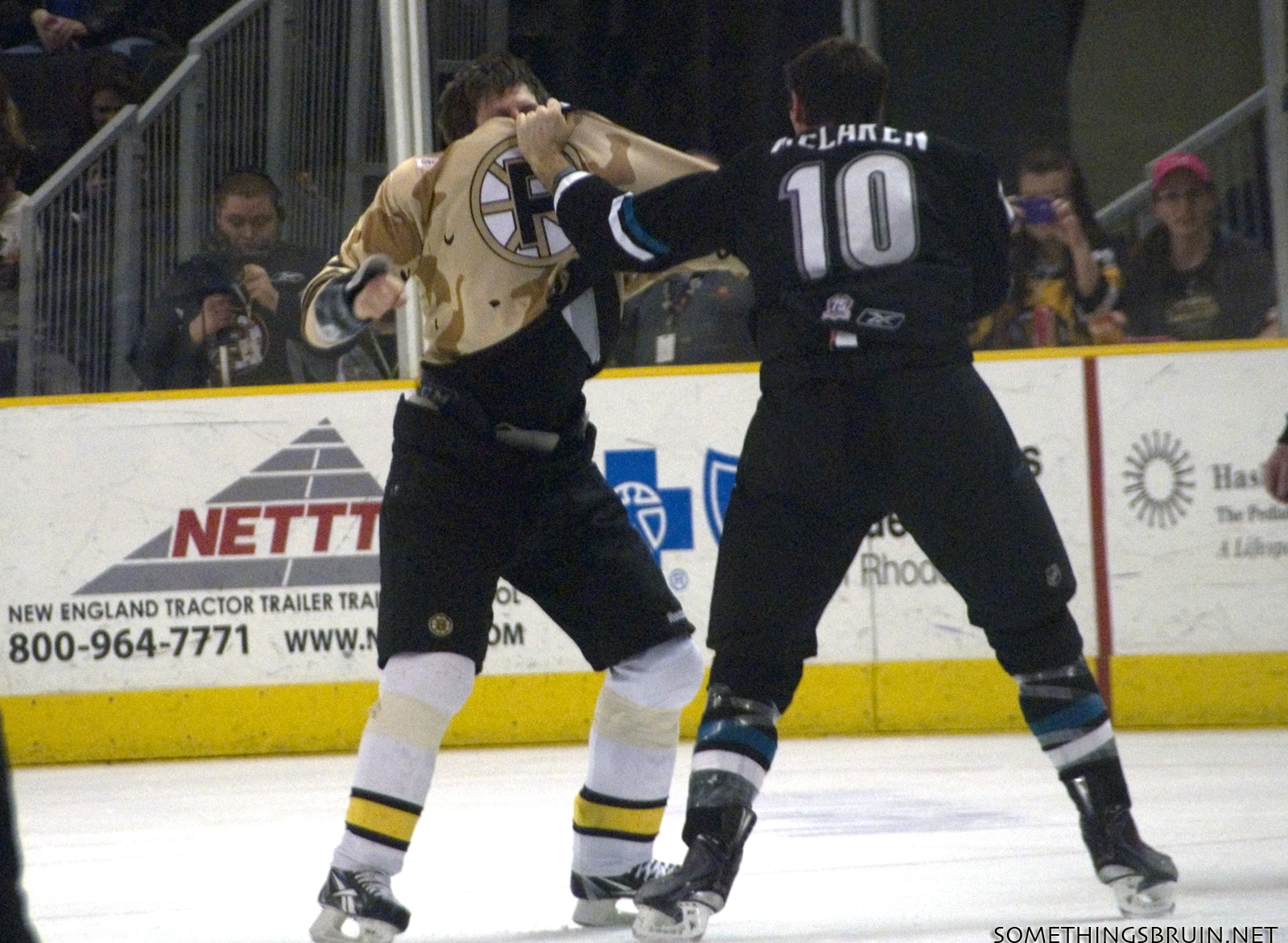
McLaren (rechts) bei einem Faustkampf mit Brian McGrattan (2011)

McLaren begann seine Karriere im Laufe der Spielzeit 2003/04 als 16-Jähriger bei den Portland Winter Hawks in der Western Hockey League (WHL). Dort spielte der Flügelstürmer bis in die Anfangsmonate der Spielzeit 2007/08 hinein, ehe er im November 2007 in einem Transfergeschäft an den Ligakonkurrenten Moose Jaw Warriors abgegeben wurde. Bis zu seinem Wechsel war McLaren Mannschaftskapitän Portlands gewesen und zudem im NHL Entry Draft 2007 in der siebten Runde an 203. Position von den San Jose Sharks aus der National Hockey League (NHL) ausgewählt worden. In jeder seiner insgesamt fünf Spielzeiten im Trikot der Winter Hawks hatte sich der Enforcer in seiner Offensivausbeute stets verbessern können und war zu einem Spieler, mit weitaus mehr als lediglich Kämpferqualitäten gereift. So wurde er aufgrund seiner Größe häufig im Powerplay vor dem gegnerischen Tor eingesetzt. Bereits in der Sommerpause hatte McLaren am Rookietrainingscamp der San Jose Sharks teilgenommen, wo er in einer Sturmreihe mit Logan Couture und Devin Setoguchi durchaus überzeugt hatte. In Moose Jaw beendete er schließlich seine letzte WHL-Spielzeit mit 33 Punkten aus 48 Spielen, inklusive der sieben Scorerpunkte in Portland seine bis dato erfolgreichste Saison.
Nach dem Ausscheiden der Warriors aus den Playoffs der Western Hockey League verpflichteten die San Jose Sharks den Stürmer Anfang April 2008 und setzten ihn für den Rest der Saison 2007/08 in ihrem Farmteam, den Worcester Sharks aus der American Hockey League (AHL), ein. In vier Partien gelang ihm dabei eine Torvorlage. Auch die folgende Saison verbrachte der Kanadier in Worcester. Nach anfänglichen Anpassungsschwierigkeiten in den ersten drei Vierteln der Spielzeit, in denen er über die Rolle eines Stürmers der vierten Reihe nicht hinaus kam, besserten sich seine Leistungen gegen Ende der regulären Saison und in den Playoffs. Dadurch hatte er maßgeblichen Anteil am Erreichen der Playoffs sowie dem Vordringen in die zweite Runde. Im Sommertrainingslager der San Jose Sharks vor dem Spieljahr 2009/10 erarbeitete er sich schließlich einen Platz im erweiterten NHL-Kader, wurde aber kurz vor dem Saisonstart zunächst in den AHL-Kader geschickt. Zum zweiten Saisonspiel fand er sich aber bereits wieder im NHL-Kader und gab schließlich sein Debüt. Seinen ersten NHL-Treffer erzielte er am 29. November 2009 im Spiel gegen die Vancouver Canucks.
Ende Januar 2013 wurde der auf der Waiver-Liste befindliche McLaren von den Toronto Maple Leafs ausgewählt, wo er allerdings hauptsächlich beim Farmteam Toronto Marlies zum Einsatz kam. Insgesamt absolvierte der Kanadier in zwei Spielzeiten nur 62 Spiele für Leafs und Marlies, ehe sein auslaufender Vertrag nicht verlängert wurde und er im August 2015 zu den San Jose Sharks zurückkehrte. Dort kam er im Verlauf der Saison 2015/16 ausschließlich beim Kooperationspartner San Jose Barracuda zu Einsätzen. Im Sommer 2016 beendete der 29-Jährige seine aktive Karriere vorzeitig.

## Karrierestatistik

### International
Vertrat Kanada bei:
- World U-17 Hockey Challenge 2004

(Legende zur Spielerstatistik: Sp oder GP = absolvierte Spiele; T oder G = erzielte Tore; V oder A = erzielte Assists; Pkt oder Pts = erzielte Scorerpunkte; SM oder PIM = erhaltene Strafminuten; +/− = Plus/Minus-Bilanz; PP = erzielte Überzahltore; SH = erzielte Unterzahltore; GW = erzielte Siegtore; 1 Play-downs/Relegation; Kursiv: Statistik nicht vollständig)